# Emílio Garrastazu Médici
Emílio Garrastazu Médici (né le 4 décembre 1905 à Bagé et mort le 9 octobre 1985 à Rio de Janeiro), est un homme d'État et militaire brésilien. Il est président de la république fédérative du Brésil du 30 octobre 1969 au 15 mars 1974. Médici représentait la frange la plus dure du Régime militaire, au pouvoir à partir du coup d’État de 1964.
Sa présidence coïncide avec une période de répression féroce des mouvements sociaux, connue au Brésil sous le nom d'années de plomb et marquée par une guerre sale menée contre la population civile. Médici était en effet un partisan de l'interventionnisme militaire dans la vie politique intérieure, étendant les attributs de l'armée dans les domaines sociaux, économiques et politiques, au nom de la doctrine de la sécurité nationale. Il apporte par ailleurs son appui au régime militaire d'Augusto Pinochet au Chili.
Il se présentait comme descendant de la famille de Médicis, célèbre en Europe durant la Renaissance.[réf. nécessaire] Son épouse Scila est morte en 2003.
Deux municipalités portent son nom, Presidente Médici dans le Maranhão et Presidente Médici dans le Rondônia.